# 代用國民學校
代用國民學校（簡稱代用國校），為臺灣曾經的學校體制之一，其源自教育部在1946年11月14日依《國民學校法》第五條公告的《代用國民學校規程》，代用國校的制度是政府為了鼓勵民間興辦初等學校，將現有且辦學成績良好的私立小學改為「代用國民學校」。代用國校隸屬於地方政府，但董事會仍管理其校產，並由董事會推派校長。私校在改為代用國民學校後，若在學校董事會和地方政府同意之下，可取消代用之名義，恢復其私立的性質。若代用學校董事會不願繼續辦立，亦可將校產捐給政府，改為公立國民學校。在1968年實施九年國民義務教育之後，大部分代用國民學校改為地方政府接辦的公立「國民小學」，部分則改為私立的「代用國民小學」，例如油廠、碱安代用國民小學。
目前已無代用國民學校、代用國民小學，但仍有代用國民中學。

## 學校列表
| 現今校名 | 位置         | 代用學校名稱                 | 代用時期             | 原校名                     | 備註                 |
| -------- | ------------ | ---------------------------- | -------------------- | -------------------------- | -------------------- |
| 中華國小 | 基隆市中山區 | 台肥代用國民學校             | 1950~1964            | 台肥一廠子弟學校           | 台肥小學             |
| 森榮國小 | 花蓮縣鳳林鎮 | 森榮代用國民學校             | 1947~1949            | *以代用學校設立            | 1988年廢校           |
| 油廠國小 | 高雄市楠梓區 | 高雄市油廠代用國民學校       | 1947~1982            | *以代用學校設立            | 高雄煉油廠小學       |
| 中正國小 | 高雄市苓雅區 | 高雄市鼓山區進修代用國民學校 | 1949~1954            | 高雄私立進修小學           |                      |
| 碱安國小 | 臺南市安南區 | 碱安代用國民學校             | 1949~1971            | 私立碱業小學               | 臺鹼小學，1971年廢校 |
| 南梓實小 | 臺南市新營區 | 南梓代用國民學校             | 1949年2月~1949年10月 | 臺灣紙業台南廠員工子弟小學 | 臺紙小學             |
| 省三國小 | 臺中市北區   | 臺中市北區制空代用國民學校   | 1949年1月~1949年11月 | 私立制空小學               | 空軍小學             |
| 公誠國小 | 臺南市新營區 | 公誠代用國民學校             | 1949~1968            | 臺糖第1小學                | 臺糖小學             |
| 安慶國小 | 雲林縣虎尾鎮 | 安慶代用國民學校             | 1949~1968            | 臺糖第2小學                | 臺糖小學             |
| 總爺國小 | 臺南縣麻豆鎮 | 總爺代用國民學校             | 1949~1968            | 臺糖第3小學                | 臺糖小學，2008年廢校 |
| 蒜南國小 | 嘉義縣六腳鄉 | 蒜南代用國民學校             | 1949~1968            | 臺糖第9小學                | 臺糖小學，2005年廢校 |
| 南靖國小 | 嘉義縣水上鄉 | 南靖代用國民學校             | ?~1968               | 嘉義市臺糖小學             | 臺糖小學             |
| 岸內國小 | 臺南市鹽水區 | 岸內代用國民學校             | 1951~1968            | 臺糖第5小學                | 臺糖小學             |
| 樹人國小 | 臺南市後壁區 | 烏樹林、樹人代用國民學校     | 1949~1968            | 臺糖第4小學                | 臺糖小學             |
| 虎山國小 | 臺南市仁德區 | 虎山代用國民學校             | 1949~1968            | 臺糖第7小學                | 臺糖小學             |
| 善糖國小 | 臺南市善化區 | 善糖代用國民學校             | 1949~1968            | 臺糖第6小學                | 臺糖小學             |
| 樂業國小 | 臺中市東區   | 台糖代用國民學校             | 1950~1968            | 臺中市糖廠小學             | 臺糖小學             |
| 興糖國小 | 高雄市橋頭區 | 橋頭代用國民學校             | 1949~1968            | 私立台糖小學               | 臺糖小學             |
| 南州國小 | 彰化縣溪州鄉 | 南州代用國民學校             | 1963~1968            | 台灣糖業公司附設小學       | 臺糖小學             |
| 復興國小 | 屏東縣屏東市 | 臺糖代用國民學校             | 1949~1968            | 屏東縣台糖代用國民小學     | 臺糖小學             |
| 光明國小 | 臺東縣臺東市 | 臺糖代用國民學校             | 1949~1968            | 台東縣私立台糖小學         | 臺糖小學             |
| 大進國小 | 花蓮縣光復鄉 | 大進代用國民學校             | 1953~1968            | *以代用學校設立            | 臺糖小學             |
| 旗尾國小 | 高雄市旗山區 | 旗尾糖廠代用國民學校         | 1947~1950            | *以代用學校設立            | 臺糖小學             |